# Socorro do Piauí
Socorro do Piauí is een gemeente in de Braziliaanse deelstaat Piauí. De gemeente telt 4.733 inwoners (schatting 2009).